# Ghiacciaio Heimdall
Il ghiacciaio Heimdall è un ghiacciaio lungo circa 6 km situato nella regione centro-occidentale della Dipendenza di Ross, in Antartide. Il ghiacciaio, il cui punto più alto si trova a circa 1600 m s.l.m., si trova in particolare nella zona occidentale della dorsale Asgard, a ovest del ghiacciaio Valhalla, dove fluisce verso nord-ovest per poi virare verso nord, dopo che a lui si è unito il ghiacciaio Beowulf, scorrendo tra il picco Sigmund, a ovest, e il monte Valhalla, a est, e discendere lungo il versante meridionale della valle di Wright, senza però arrivare sul fondo della valle ma alimentando, durante il suo scioglimento estivo, il fiume Onyx, situato sul fondo di questa.

## Storia
Il ghiacciaio Heimdall è stato mappato dalla squadra occidentale della spedizione Terra Nova, condotta dal 1910 al 1913 e comandata dal capitano Robert Falcon Scott, ma è stato così battezzato solo in seguito dal Comitato neozelandese per i toponimi antartici in associazione con il nome della dorsale Asgard, nella mitologia norrena, infatti, Heimdall è il dio della sorveglianza nonché guardiano di Ásgarðr, il mondo divino governato da Odino.